# From Me to You
A From Me to You a The Beatles együttes dala, ami 1963-ban kislemezre került (B-oldalán a Thank You Girl volt, a későbbi amerikai kiadáson pedig a Please Please Me). A dalt John Lennon és Paul McCartney közösen írta. Ez volt az együttes első slágere, amely hivatalosan felkerült a brit kislemezlista élére. Amerikában a kislemez első megjelenésének nem volt jó befogadtatása, amíg 1963-ban Del Shannon fel nem dolgozta a dalt. Végül 1964 januárjában újra kiadták az amerikai piacon is. 

## A dal keletkezése
Az együttes producere, George Martin azt tanácsolta, hogy más szerzők számait eljátszása helyett új dalokat írjanak.
Ezt a dalt 1963. február 28-án kezdte el írni Lennon és McCartney, amikor Helen Shapiro előzenekaraként léptek fel, és éppen egy Yorkból Shrewsbury-be tartó buszon utaztak. Lennon így emlékszik vissza az írás folyamatára: "Énekelgettünk, de aztán egyszerre felbukkant egy jó kis dallam, elkezdtünk dolgozni rajta, és mire megérkeztünk Shrewsburybe, már készen is volt szövegestül, mindenestül. Azt hiszem az első sor szövegét én írtam, aztán folytatta Paul, és így tovább."
Azon a buszon utazott velük Roy Orbison is, aki ekkor írta a Pretty Woman című szerzeményét. Ezzel kapcsolatban McCartney így vélekdett: "Aztán egy másik turnén Roy Orbisonnal mentünk egy buszon, és kifigyeltük, hogyan írta a Pretty Woman-t a busz hátsó ülésén. Élményszámban ment. Még ötleteket is csereberéltünk."
Az inspirációt a dalhoz a New Musical Express zenei lap levelezési rovatának címe, a From You To Us adta. Mire a városba értek már a fellépés előtti próbán bemutatták a a dal első verzióit.

## Rögzítése
A dalt a megírását követő héten, 1963. március 3-án kezdték el rögzíteni az Abbey Road Studióban. Majdnem egy hajszálon múlott, hogy az együttes nem rögzítette ezt a számot annak túlságosan bluesos hangzása miatt.
A dalhoz az együttes többfajta bevezetőt rögzített: gitárjátékkal, vokállal induló bevezetést, hümmögést és magas falsetto hangnemű uniszónót. A drága stúdióidő miatt George Martin azt javasolta nekik, hogy inkább szájharmónika hangszereléssel kezdjék a dalt. (ez a brit kislemez változatban hallható, amely különbözik más kiadásoktól)
A  falsetto hangzást a The Four Seasons Big Girls Don't Cry című kvartett dala ihlette. A dal keverésekor a gitárjátékot és a szájharmónikát egyidejűleg keverték rá.

## Megjelenése

### Nagy – Britannia
A brit piacon 1963. április 11-én jelent meg kislemezként, hátoldalán a Thank You Girl-el. A dal hamar a lemezlisták élén landot, kiütve a Gerry and The Pacemakers How Do You Do It slágerét (,amit a Beatles korábban visszaadott). Ezt követően hét hétig vezette a listákat, mely a leghosszabb ideig tarotta angliai kislemezként. 

### Amerikai Egyesült Államok
A dal 1963. május 27-én jelent meg a Vee-Jay kiadó jóvoltából. Majd 1964. január 30-án újra kiadták a dalt (ekkor már a Please Please Me B-oldalaként). A dal így is csak a 41. helyet érte el az amerikai slágerlistán.

### Albumokon való megjelenés
A dal az együttes később kiadott válogatásalbumain is megjelent, köztük:
- Az 1966-ban megjelent Collection of Beatles Oldies válogatásalbumon,
- Az 1973-as 1962–1966 albumon,
- Az 1988-ban kiadott Past Masters albumon
- Az 1994-es Live At The BBC albumon,
- Az 1995-ös Anthology 1 albumon,
- és a 2000-es kiadású 1 albumon.

## Élőben
A dal az együttes 1963-as és 1964-es koncertturnéjain állandó programrésze volt. Az amerikai képernyőkön 1964. február 16-én debütált a The Ed Sullivan Show-ban.
Az együttes ezt a számot használta fel az 1963-ban debütált From Us to You című kétórás rádióműsor nyitódalaként. A dal szövegét megváltoztatták, de a verzét nem énekelték. Az együttes 15 alkalommal adta elő a dalt rádiókban.

## Közreműködött
Ian Macdonald szerint:

### The Beatles
- John Lennon – ének, ritmusgitár, szájharmónika
- Paul McCartney – ének, basszusgitár
- George Harrison – vokál, szólógitár
- Ringo Starr – dob